# Jasey-Jay Anderson
Jasey-Jay Anderson (ur. 13 kwietnia 1975 w Montrealu) – kanadyjski snowboardzista, mistrz olimpijski, czterokrotny mistrz świata i czterokrotny zdobywca Pucharu Świata.

## Kariera
W Pucharze Świata zadebiutował 18 grudnia 1996 roku w Sun Peaks, gdzie zajął trzecie miejsce w slalomie gigancie. Tym samym już w swoim debiucie nie tylko zdobył pierwsze pucharowe punkty, ale od razu stanął na podium. W zawodach tych wyprzedzili go jedynie jego rodak Mark Fawcett i Rob Berney z USA. Łącznie 62 razy stawał na podium zawodów PŚ, odnosząc przy tym 27 zwycięstw. Najlepsze wyniki osiągnął w sezonie 2001/2002, kiedy to zwyciężył w klasyfikacji generalnej, a w klasyfikacji snowcrossu zdobył Małą Kryształową Kulę. W klasyfikacji generalnej zwyciężał jeszcze trzykrotnie: w sezonie 2000/2001 (trzecie miejsce w klasyfikacji giganta i drugie w snowcrossie), w sezonie 2002/2003 (drugie miejsce w snowcrossie) oraz w sezonie 2003/2004. W sezonie 2005/2006 zajął trzecie miejsce w klasyfikacji generalnej, zdobywając też Małą Kryształową Kulę w snowcrossie. Ponadto w sezonie 2004/2005 był drugi w snowcrossie, a w sezonach 2008/2009 i 2009/2010 był trzeci w klasyfikacji PAR.
Podczas mistrzostw świata w Madonna di Campiglio w 2001 roku wywalczył złoty medal w gigancie, pokonując Dejana Košira ze Słowenii i Włocha Waltera Feichtera. Następnie zwyciężył w gigancie równoległym (PGS) i slalomie równoległym (PSL) na mistrzostwach świata w Whistler w 2005 roku. W pierwszej z tych konkurencji wyprzedził Ursa Eiselina ze Szwajcarii i Francuza Nicolasa Hueta, a następnie pokonał Hueta i Austriaka Siegfrieda Grabnera. Kolejny złoty medal wywalczył podczas mistrzostw świata w Gangwon cztery lata później, gdzie był najlepszy w PGS. Tym razem wyprzedził Francuza Sylvaina Dufoura i kolejnego Kanadyjczyka Matthew Morisona. Był też między innymi piąty w slalomie równoległym na MŚ w Madonna di Campiglio i gigancie równoległym na mistrzostwach świata w Kreischbergu w 2015 roku.
W 1998 roku wystartował na igrzyskach olimpijskich w Nagano, zajmując 16. miejsce w gigancie. Następnie zajął 29. miejsce w gigancie równoległym podczas igrzysk w Salt Lake City w 2002 roku, a na igrzyskach w Turynie cztery lata później był piąty w snowcrossie i dwudziesty w PGS. Swój ostatni medal zdobył na igrzyskach olimpijskich w Vancouver w 2010 roku, gdzie był najlepszy w gigancie równoległym. Pozostałe stopnie olimpijskiego podium zajęli Austriak Benjamin Karl i Mathieu Bozzetto z Francji. Brał też udział w igrzyskach w Soczi w 2014 roku, gdzie zajął czternaste miejsce w PGS, a w PSL rywalizację ukończył jedną pozycję niżej.

## Osiągnięcia

### Igrzyska olimpijskie
| Miejsce | Dzień     | Rok  | Miejscowość    | Konkurencja       | Zwycięzca       |
| ------- | --------- | ---- | -------------- | ----------------- | --------------- |
| 19.     | 8 lutego  | 1998 | Nagano         | Gigant            | Ross Rebagliati |
| 29.     | 15 lutego | 2002 | Salt Lake City | Gigant równoległy | Philipp Schoch  |
| 5.      | 16 lutego | 2006 | Turyn          | Snowcross         | Seth Wescott    |
| 20.     | 22 lutego | 2006 | Turyn          | Gigant równoległy | Philipp Schoch  |
| 1.      | 27 lutego | 2010 | Vancouver      | Gigant równoległy | -               |
| 14.     | 19 lutego | 2014 | Soczi          | Gigant równoległy | Vic Wild        |
| 15.     | 22 lutego | 2014 | Soczi          | Slalom równoległy | Vic Wild        |
| 24.     | 24 lutego | 2018 | Pjongczang     | Gigant równoległy | Nevin Galmarini |

### Mistrzostwa świata
| Miejsce | Dzień       | Rok  | Miejscowość          | Konkurencja       | Zwycięzca           |
| ------- | ----------- | ---- | -------------------- | ----------------- | ------------------- |
| 12.     | 13 stycznia | 1999 | Berchtesgaden        | Gigant            | Markus Ebner        |
| 11.     | 14 stycznia | 1999 | Berchtesgaden        | Gigant równoległy | Richard Richardsson |
| 25.     | 15 stycznia | 1999 | Berchtesgaden        | Slalom równoległy | Nicolas Huet        |
| 1.      | 22 stycznia | 2001 | Madonna di Campiglio | Gigant            | -                   |
| 5.      | 26 stycznia | 2001 | Madonna di Campiglio | Slalom równoległy | Gilles Jaquet       |
| 23.     | 13 stycznia | 2003 | Kreischberg          | Gigant równoległy | Dejan Košir         |
| 12.     | 14 stycznia | 2003 | Kreischberg          | Slalom równoległy | Siegfried Grabner   |
| 16.     | 19 stycznia | 2003 | Kreischberg          | Snowcross         | Xavier de Le Rue    |
| 10.     | 16 stycznia | 2005 | Whistler             | Snowcross         | Seth Wescott        |
| 1.      | 18 stycznia | 2005 | Whistler             | Gigant równoległy | -                   |
| 1.      | 19 stycznia | 2005 | Whistler             | Slalom równoległy | -                   |
| 26.     | 14 stycznia | 2007 | Arosa                | Snowcross         | Xavier de Le Rue    |
| 17.     | 16 stycznia | 2007 | Arosa                | Gigant równoległy | Rok Flander         |
| 16.     | 17 stycznia | 2007 | Arosa                | Slalom równoległy | Simon Schoch        |
| 1.      | 20 stycznia | 2009 | Gangwon              | Gigant równoległy | -                   |
| 6.      | 21 stycznia | 2009 | Gangwon              | Slalom równoległy | Benjamin Karl       |
| 20.     | 25 stycznia | 2013 | Stoneham             | Gigant równoległy | Benjamin Karl       |
| 12.     | 27 stycznia | 2013 | Stoneham             | Slalom równoległy | Rok Marguč          |
| 24.     | 22 stycznia | 2015 | Kreischberg          | Slalom równoległy | Roland Fischnaller  |
| 5.      | 23 stycznia | 2015 | Kreischberg          | Gigant równoległy | Andriej Sobolew     |
| 42.     | 15 marca    | 2017 | Sierra Nevada        | Slalom równoległy | Andreas Prommegger  |
| 7.      | 16 marca    | 2017 | Sierra Nevada        | Gigant równoległy | Andreas Prommegger  |
| 9.      | 4 lutego    | 2019 | Park City            | Gigant równoległy | Dmitrij Łoginow     |
| 23.     | 5 lutego    | 2019 | Park City            | Slalom równoległy | Dmitrij Łoginow     |

### Puchar Świata

#### Miejsca w klasyfikacji generalnej
- sezon 1996/1997: 89.
- sezon 1997/1998: 110.
- sezon 1998/1999: 32.
- sezon 1999/2000: 12.
- sezon 2000/2001: 1.
- sezon 2001/2002: 1.
- sezon 2002/2003: 1.
- sezon 2003/2004: 1.
- sezon 2004/2005: -
- sezon 2005/2006: 3.
- sezon 2006/2007: 12.
- sezon 2007/2008: 9.
- sezon 2008/2009: 4.
- sezon 2009/2010: 4.
  - PAR[2]
- sezon 2011/2012: 23.
- sezon 2012/2013: 25.
- sezon 2013/2014: 36.
- sezon 2014/2015: 23.
- sezon 2015/2016: 28.
- sezon 2016/2017: 31.
- sezon 2017/2018: 25.

#### Zwycięstwa w zawodach
1. Tandådalen – 22 listopada 1998 (gigant równoległy)
2. Shiga Kōgen – 26 lutego 2000 (gigant)
3. Park City – 3 marca 2000 (snowcross)
4. Mont-Sainte-Anne – 16 grudnia 2000 (gigant)
5. Morzine – 13 stycznia 2001 (snowcross)
6. Morzine – 14 stycznia 2001 (snowcross)
7. Kronplatz – 19 stycznia 2001 (snowcross)
8. Sapporo – 16 lutego 2001 (snowcross)
9. Sapporo – 17 lutego 2001 (gigant równoległy)
10. Ruka – 17 marca 2001 (snowcross)
11. Bardonecchia – 18 stycznia 2002 (snowcross)
12. Ruka – 15 marca 2002 (snowcross)
13. Tandådalen – 23 marca 2002 (snowcross)
14. Berchtesgaden – 26 stycznia 2003 (snowcross)
15. San Candido – 29 stycznia 2003 (snowcross)
16. Arosa – 14 marca 2003 (gigant równoległy)
17. Berchtesgaden – 7 lutego 2004 (snowcross)
18. Nassfeld – 14 grudnia 2004 (snowcross)
19. Nassfeld – 15 grudnia 2004 (snowcross)
20. Whistler – 9 grudnia 2005 (snowcross)
21. Sungwoo – 25 lutego 2007 (gigant równoległy)
22. Gujō – 24 lutego 2008 (gigant równoległy)
23. La Molina – 15 marca 2009 (gigant równoległy)
24. Valmalenco – 22 marca 2009 (gigant równoległy)
25. Telluride – 17 grudnia 2009 (gigant równoległy)
26. Kreischberg – 6 stycznia 2010 (gigant równoległy)
27. La Molina – 21 marca 2010 (gigant równoległy)
28. Bansko – 26 stycznia 2018 (gigant równoległy)

#### Pozostałe miejsca na podium w zawodach
1. Sun Peaks – 18 grudnia 1996 (gigant) – 3. miejsce
2. Whistler – 11 grudnia 1997 (supergigant) – 3. miejsce
3. Mont-Sainte-Anne – 30 stycznia 1999 (gigant) – 3. miejsce
4. Park City – 7 lutego 1999 (gigant) – 2. miejsce
5. Zell am See – 4 grudnia 1999 (gigant równoległy) – 3. miejsce
6. Mont-Sainte-Anne – 18 grudnia 1999 (gigant) – 2. miejsce
7. Sapporo – 18 lutego 2000 (gigant równoległy) – 3. miejsce
8. Ischgl – 3 grudnia 2000 (gigant równoległy) – 3. miejsce
9. Whistler – 8 grudnia 2000 (snowcross) – 2. miejsce
10. Whistler – 11 grudnia 2000 (gigant) – 2. miejsce
11. Gstaad – 10 stycznia 2001 (slalom równoległy) – 2. miejsce
12. Asahikawa – 24 lutego 2001 (gigant równoległy) – 3. miejsce
13. Valle Nevado – 6 września 2001 (snowcross) – 2. miejsce
14. Ischgl – 30 listopada 2001 (slalom równoległy) – 3. miejsce
15. Whistler – 10 grudnia 2001 (gigant równoległy) – 2. miejsce
16. Stoneham – 20 grudnia 2002 (gigant równoległy) – 2. miejsce
17. Stoneham – 20 grudnia 2002 (gigant równoległy) – 3. miejsce
18. Tandådalen – 6 grudnia 2002 (gigant równoległy) – 3. miejsce
19. Tandådalen – 21 marca 2002 (slalom równoległy) – 3. miejsce
20. Sapporo – 1 marca 2003 (gigant równoległy) – 3. miejsce
21. Valle Nevado – 12 września 2003 (gigant równoległy) – 3. miejsce
22. Sölden – 18 października 2003 (gigant równoległy) – 3. miejsce
23. L’Alpe d’Huez – 11 stycznia 2004 (gigant równoległy) – 3. miejsce
24. Maribor – 3 lutego 2004 (gigant równoległy) – 2. miejsce
25. Sapporo – 21 lutego 2004 (slalom równoległy) – 2. miejsce
26. Landgraaf – 24 października 2004 (slalom równoległy) – 3. miejsce
27. Tandådalen – 17 marca 2005 (snowcross) – 2. miejsce
28. Furano – 17 marca 2006 (snowcross) – 3. miejsce
29. Bad Gastein – 21 grudnia 2006 (slalom równoległy) – 3. miejsce
30. Limone Piemonte – 14 grudnia 2008 (gigant równoległy) – 3. miejsce
31. Sunday River – 26 lutego 2009 (gigant równoległy) – 3. miejsce
32. Landgraaf – 9 października 2009 (slalom równoległy) – 3. miejsce
33. Stoneham – 24 stycznia 2010 (gigant równoległy) – 3. miejsce
34. Valmalenco – 13 marca 2010 (gigant równoległy) – 3. miejsce
35. Carezza – 16 grudnia 2014 (gigant równoległy) – 3. miejsce

- W sumie 28 zwycięstw, 11 drugich i 24 trzecie miejsca.